# Fiorello presenta Tofu
Fiorello presenta Tofu è un album di Tofu pubblicato il 9 giugno 2023.

## Descrizione
Da un'idea di Rosario Fiorello nasce Tofu, il primo trapper vegano al mondo, l'artista reinterpreta alcuni dei più grandi successi della musica italiana in chiave urban con il supporto artistico di Danti, Enrico Cremonesi e Biggie Paul. Nell'album Fiorello e anche accompagnato da alcuni artisti pop italiani tra cui Clementino, Jovanotti e Giorgia dove parodia insieme ad'essi in chiave trap nove canzoni italiane, tra cui il singolo Vattene amore e anche Bollicine, Gloria, Questo piccolo grande amore e Fatti mandare dalla mamma.

## Antefatti
I brani che sono contenuti nell'album sono stati tutti cantanti dal vivo in anteprima prima della pubblicazione dai rispettivi artisti durante le puntate di Viva Rai2!.

## Copertina e Artwork
L'artowork del progetto è affidato alle sapienti mani dei due artisti Dan&Dav, che hanno anche realizzato diverse gag animate per la trasmissione, l'artwork vale anche per il singolo Vattene amore featuring Nina Zilli che è sempre lo stesso.

## Promozione

### Album
L'album e stato pubblicizzato e presentato al pubblico in anteprima nel programma televisivo Viva Rai2! un giorno prima della pubblicazione ovvero l'8 giugno 2023.

### Singolo
Per pubblicizzare l'album il 16 giugno 2023 viene scelto il brano cover Vattene amore come singolo radio con Nina Zilli contenuto già nell'album.

## Tracce
1. Vattene amore (feat. Nina Zilli) – 2:19
2. Bollicine (feat. Paola Cortellesi) – 1:52
3. Gloria – 1:15
4. Questo piccolo grande amore – 1:25
5. Sapore di sale (feat. Clementino) – 2:03
6. Teorema (feat. Giorgia) – 1:41
7. Un mondo d'amore (feat. Jovanotti) – 1:37
8. Nel blu, dipinto di blu – 1:12
9. Fatti mandare dalla mamma – 1:23
10. Attenti al lupo (feat. Alexia) – 2:33